# وادي جينيسي جرينوي
وادي جينيسي جرينوي هو مسار للسكك الحديدية في وادي نهر جينيسي غربي نيويورك، يمتد الممر لمسافة 90 ميل (140 كـم) على طول طريق سكة بنسلفانيا الحديدية اليمنى السابقة وكذلك الأرض المجاورة من قناه وادي جينيسي. مسار الدرجة المنخفضة هو مسار متعدد الاستخدامات ومناسب تمامًا للمشي لمسافات طويله وركوب الدراجات وركوب الخيل والتزلج الريفي على الثلج. 
يدير وادي جينيسي جرينوي مكتب ولاية نيويورك للمتنزهات والاستجمام والمحافظة على التاريخ (ن ي س وب ر ه ب ) وأصدقاء طريق وادي جرينوي كانت إدارة الحفاظ على البيئة في ولاية نيويورك شريكًا في إدارة جينيسي جرينوي قبل نقل الولاية القضائية لأراضيهم إلى نيويورك و ب ر ه ب في عام 2010. بدأ المشروع في عام 1991 كطريقة لإعادة استخدام الأراضي المهجورة في الغالب من سكك الحديد القديمة. كان بناء وتجديد الأرض للمسار جاريًا في عام 1998.
يتقاطع وادي جرينوي مع قناة ايري ممر التراث جنوب مدينة روتشستر في حديقة جينيسي فالي، وبالتالي يشكل جزءًا من شبكة الممرات الخضراء للمتنزهين وراكبي الدراجات الممتدة عبر ولاية نيويورك. اعتبارًا من عام 2016، يم وادي جينيسي جرينوي عبر مقاطعات مونرو و مقاطعة ليفينغستون نيويورك و مقاطعة وايومينغ و مقاطعة الليجاني، ويربط مدينة روتشستر وقرية كوبا، مع خطط لتمديد المسار في النهاية إلى هينسديل في مقاطعة كاتاروغوس.

## شروط الممر
نظرًا لأن الأجزاء الشمالية من وادي جينيسي جرينوي عباره عن خط سكة الحديد تم تحويله، فإنه يكون سلسًا ومستقيمًا ومستويًا نسبيًا. أجزاء من الممر بالقرب من جنوب، منتزة ليتشوورث الحكومية مليئة بالتلال الصعبة.
حيث يعبر درب الطريق السريع والمعبرالمائي، وكثير من الهياكل المستخدمة لدعم سكك الحديد السابقة إما إعادة استخدامها، أو مسبقة الصنع. وضعت الجسور على الجسر القديم دعامات. تنقسم الطرق التي تعبر جرينوي إلى فئتين عامتين الطرق التي تم إنشاؤها أثناء تشغيل خط السكة الحديدة أو وادي جرينوي والتي تحتوي عادةً على طريق منحدر متساوٍ مع وادي جرينوي أو (الطريق السريع الواسع) جسرًا حيث يتقاطع أحدهما مع الآخر. والطرق التي شُيدت أثناء التخلي عن السكك الحديدية والتي قد يصعب عبور تقاطعاتها بسبب الاختلافات في الارتفاع بين طريق وادي جرينوي، والتي يتم إنجازها أحيانًا عبر منحدرات شديده أو تقاطعات.

## الأماكن ذات الأهمية التاريخية
نظرًا للطبيعة التاريخية لكثير من الأراضي التي يمر بها وادي جرينوي، يتم تمييز النقاط المهمة على طول المسار بلوحات مع أوصاف لأهمية الموقع، إلى جانب الصور الفوتوغرافية والخرائط التاريخية. من بين المواقع المميزة:
- أقفال قناة وادي جرينوي المهجورة
- جسور السكك الحديدية القديمة ودعامات الجسور
- مواقع مهمة لسكة حديد بنسلفانيا التي كانت تشغل الأرض سابقًا
- جسر سكة حديد إيري لاكاوانا فوق نهر جينيسي [2]

## روابط خارجية
- New York State Parks: Genesee Valley Greenway State Park
- Genesee Valley Greenway map
- Friends of Genesee Valley Greenway website contains information about the Greenway and maps of it.
- Rails-to-Trails Conservancy's page on the Genesee Valley Greenway